# Subclytia rotundiventris
Subclytia rotundiventris är en tvåvingeart som först beskrevs av Fallen 1820.  Subclytia rotundiventris ingår i släktet Subclytia och familjen parasitflugor. Arten är reproducerande i Sverige. Inga underarter finns listade i Catalogue of Life.